# Zentrum für Baukultur Sachsen

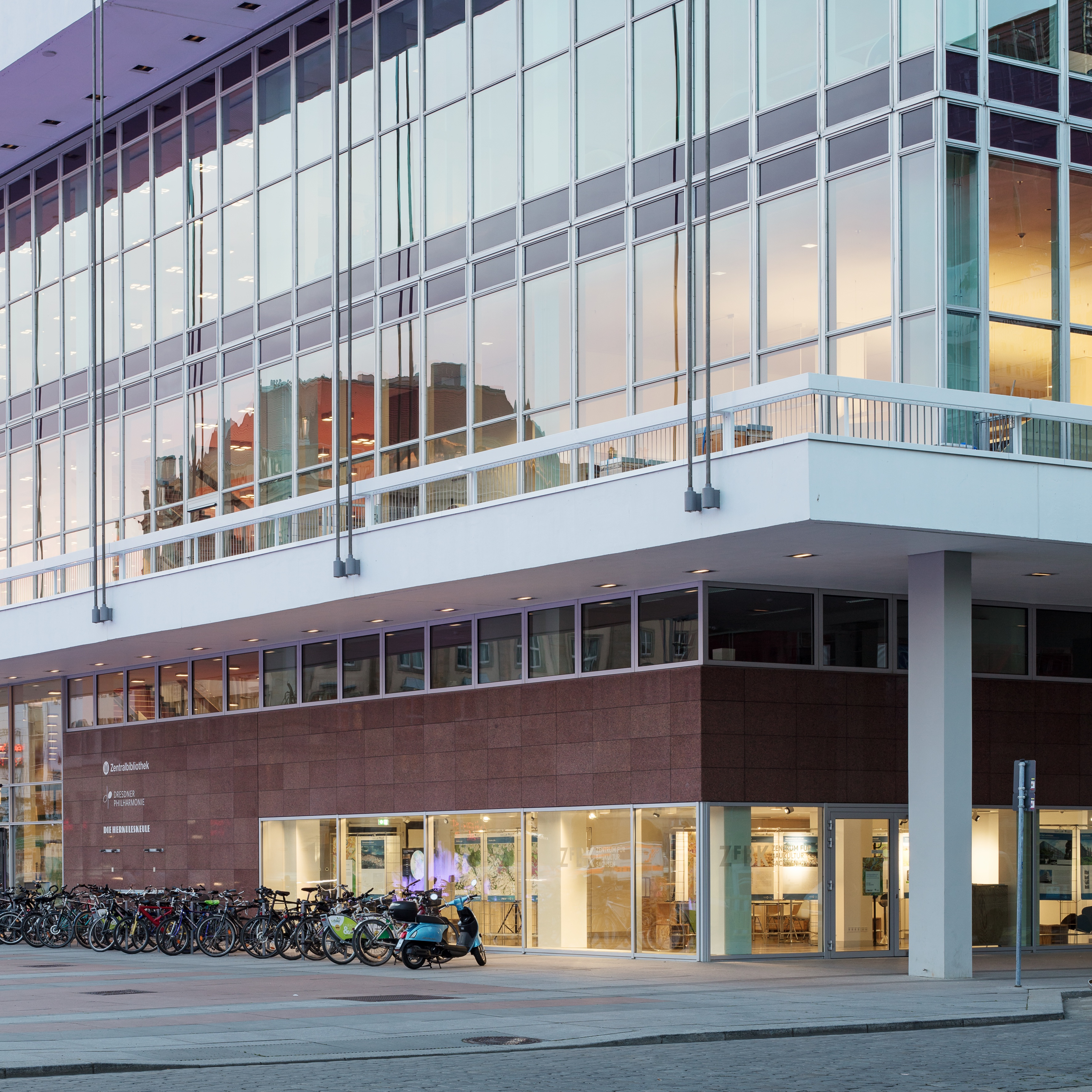
Sitz des Zentrums für Baukultur Sachsen im Kulturpalast Dresden

Das Zentrum für Baukultur Sachsen (ZfBK) ist eine 2017 gegründete Initiative zur Unterstützung von Baukultur im Freistaat Sachsen.

## Beschreibung
Durch Veranstaltungen und Ausstellungen bietet das ZfBK an seinem Sitz im Kulturpalast Dresden und an weiteren Orten in Sachsen die Möglichkeit, sich zu baukulturellen Themen zu informieren und auszutauschen. Die Einrichtung will das Verständnis für die Gestaltung von Gebäuden und der öffentlichen Räume fördern und ihre Bedeutung für den Alltag von Menschen herausstellen. Der Öffentlichkeit sollen neben dem baulichen Erbe vor allem die aktuellen Strömungen in Architektur und Städtebau näher gebracht, das Wissen um alle damit verbundenen Fragen vermittelt, das Bewusstsein für die Baukultur geschärft und die Urteilsfähigkeit entwickelt werden. Die baukulturelle Jugendbildungsarbeit ist dabei ein zentrales Anliegen des ZfBK.

## Vermittlungsarbeit

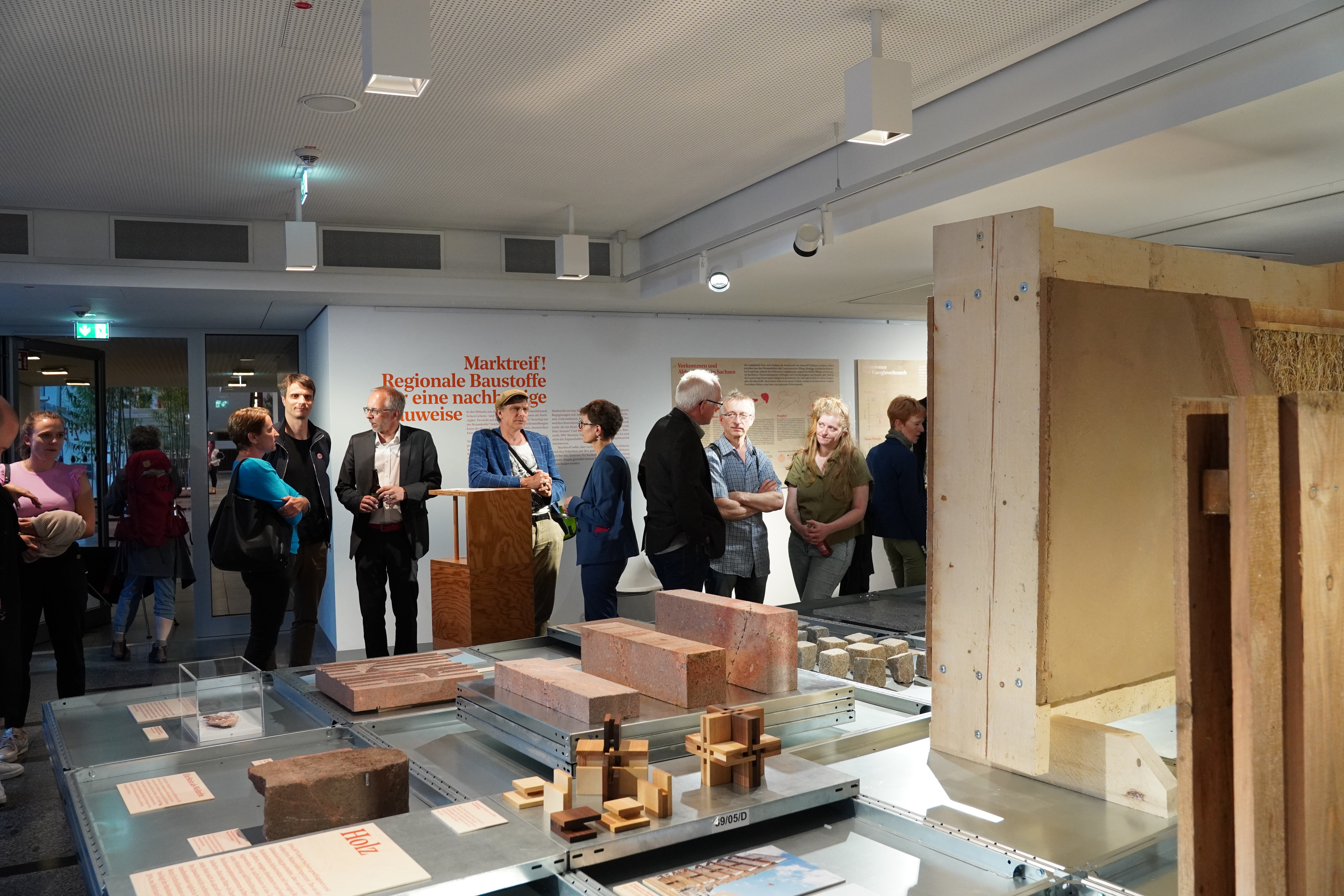
Ausstellungseröffnung „Marktreif! Regionale Baustoffe für eine nachhaltige Bauweise“ im ZfBK, 2023

Das ZfBK bedient sich bei seiner baukulturellen Vermittlungsarbeit folgender Formate:
- Ausstellungen
- Vorträge
- Podiumsdiskussionen

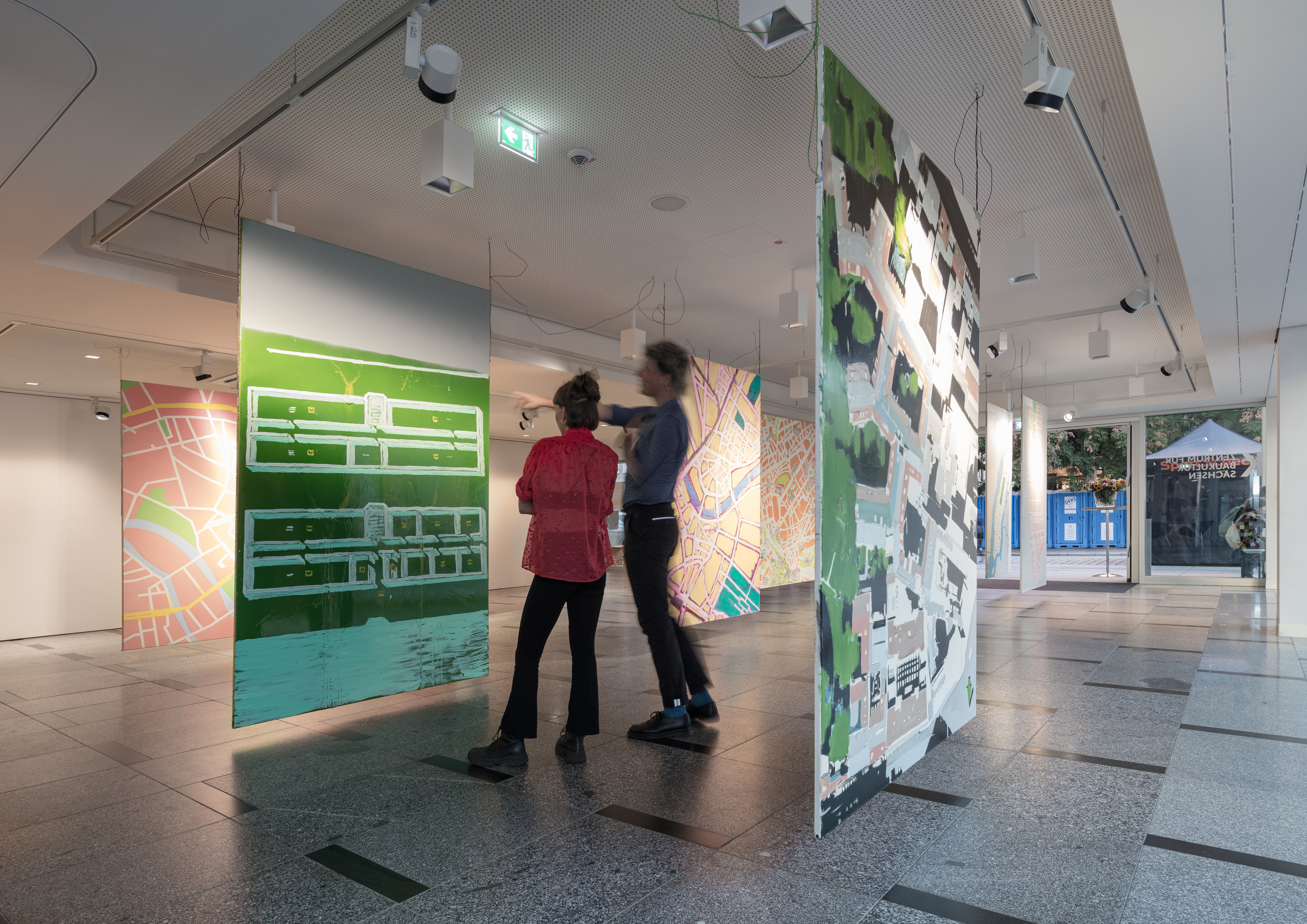
Ausstellungsansicht „Tatjana Doll – TOUR-ISMUS“, ZfBK im Kulturpalast, 2023

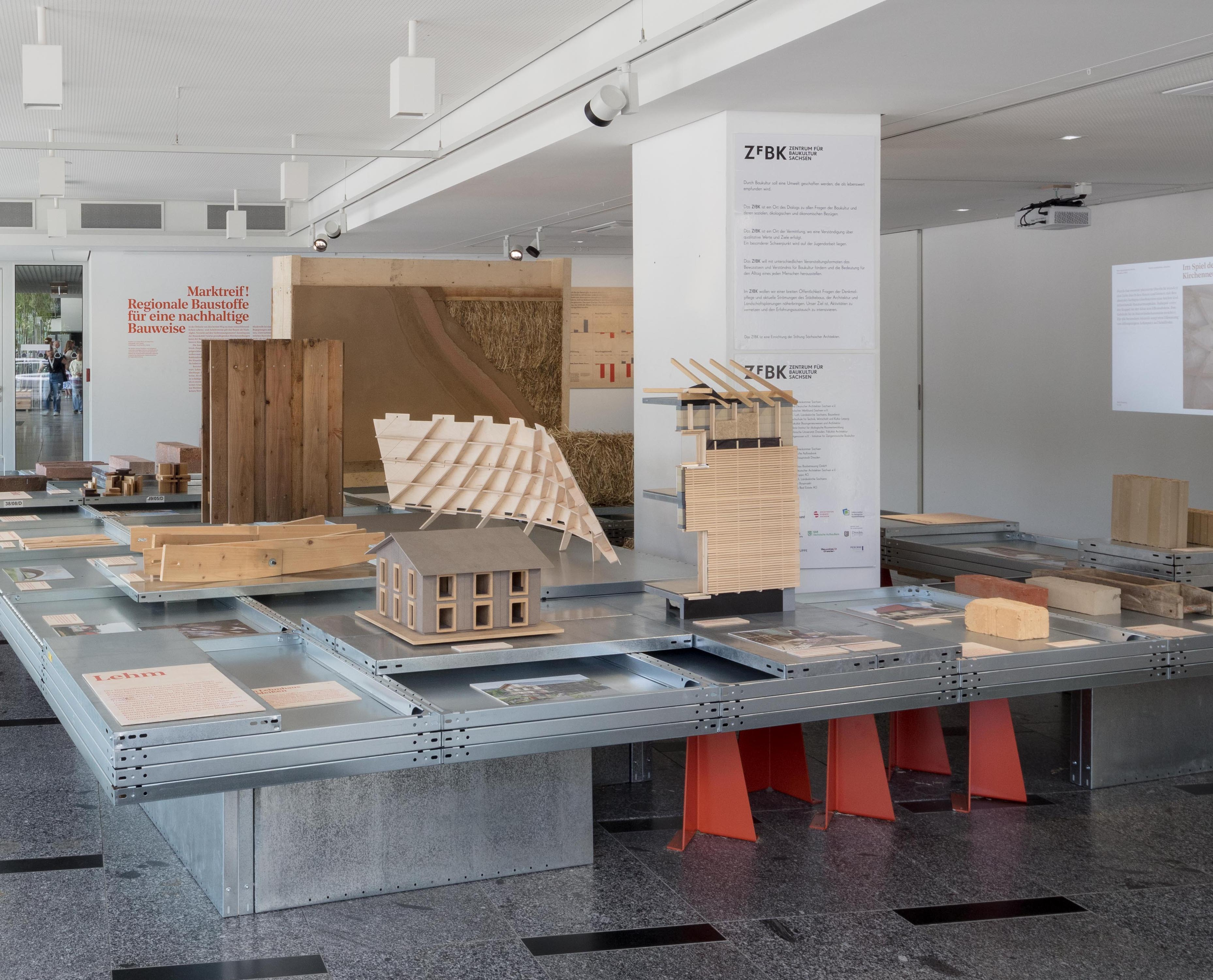
Ausstellungsansicht „Martkreif! Regionale Baustoffe für eine nachhaltige Bauweise“ im ZfBK im Kulturpalast, 2023

- Preisverleihungen, z. B. des Sächsischen Staatspreises für Baukultur
- Vorstellung und Diskussion aktueller Fragen des Baugeschehens
- Fachführungen
- Fachexkursionen
- Workshops, Projektarbeit (z. B. mit Schülern im Rahmen von „Architektur macht Schule“[4] oder „Pegasus“)
- Filmreihe „Architektur im Film“[5][6]

## Mobiler Gestaltungsbeirat Ostsachsen
Der Bund Deutscher Architektinnen und Architekten (BDA) ist in Zusammenarbeit mit dem ZfBK – Zentrum für Baukultur Sachsen vom Freistaat Sachsen beauftragt, mit mobilen Gestaltungsbeiräten die Kommunen in Ostsachsen in lokalen Fragen zur baulichen Gestaltung zu beraten bzw. zu unterstützen. Dabei können allgemeine, aber auch konkrete Fragen der Architektur, des Städtebaus und der Freiraumplanung aufgegriffen, Bauvorhaben vorgestellt oder Beratung bei der Erstellung von Konzepten gegeben werden.
Das Pilotprojekt ist bis Ende 2024 mit Fördergeldern abgesichert und auf den Landkreis Görlitz begrenzt. Für die teilnehmenden Kommunen und Städte sind die Beratungen kostenfrei. Es wird eine Verstetigung angestrebt. Das Pilotjahr startete im Februar 2024 mit einer Auftaktveranstaltung in Niesky, an der 13 interessierte Gemeinden und Städte aus dem Landkreis teilnahmen.
Das Ziel des Projekts ist es, die Kommunen dabei zu unterstützen, gestalterische Qualitäten in Städtebau, Architektur und Freiraum zu fördern und vorhandene Qualitäten der Baukultur zu sichern.

## Organisation

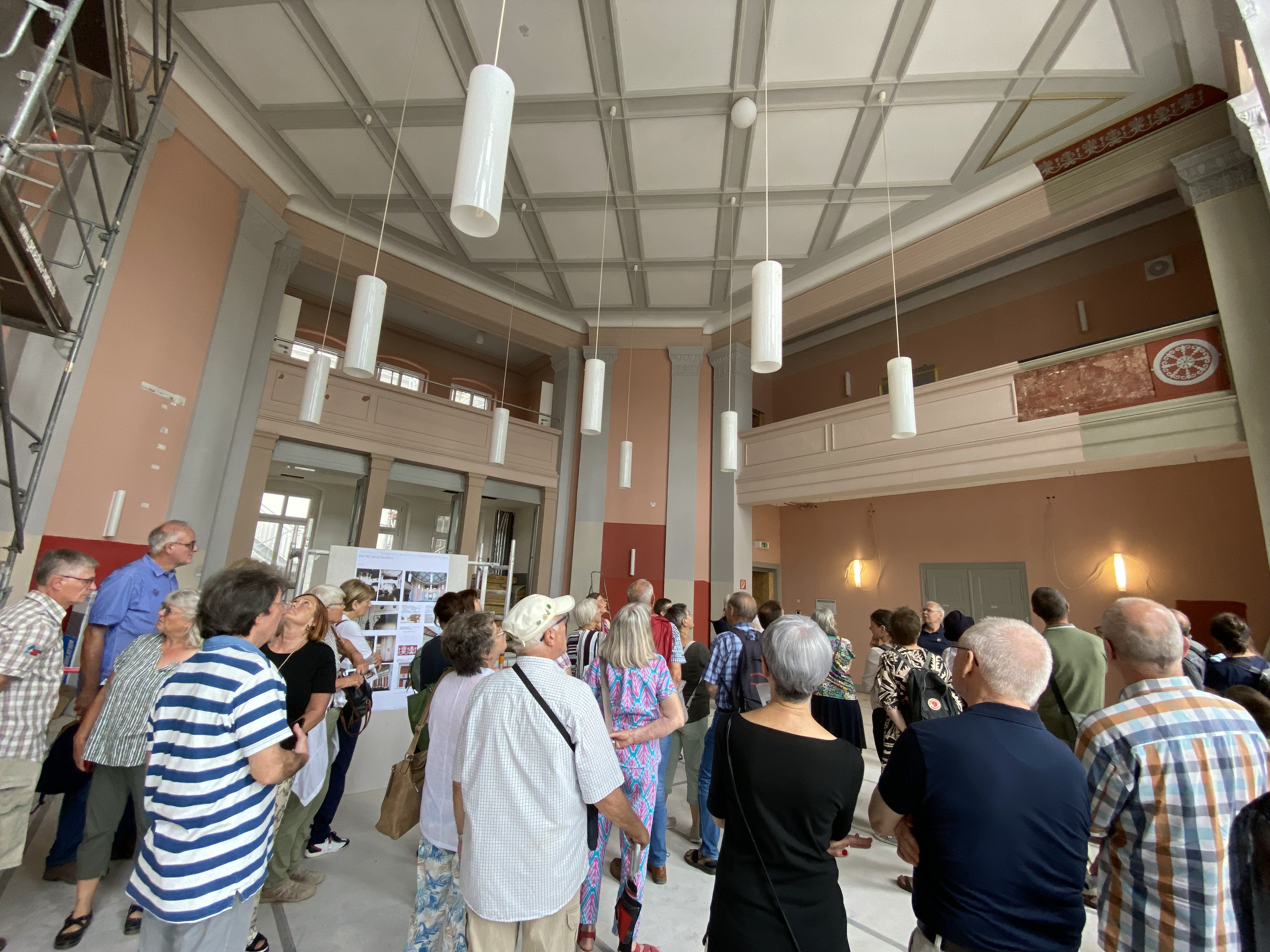
Baukulturelle Vermittlungsarbeit: Exkursion nach Zwickau, Teilnehmende in der Alten Berufsschule Ernst Zinna, 2024

Die Stiftung Sächsischer Architekten ist Gesellschafter der ZfBK gGmbH.
Die folgenden Akteure haben das ZfBK 2017 ins Leben gerufen und bestreiten fachlich und finanziell  einen großen Teil des Programms des ZfBK:
- Bund Deutscher Architektinnen und Architekten Sachsen e. V.
- Architektenkammer Sachsen
- Technische Universität Dresden
- Deutscher Werkbund Sachsen e. V.
- Evangelisch-Lutherische Landeskirche Sachsen
- Zeitgenossen e. V.
- HTWK – Hochschule für Technik, Wirtschaft und Kultur Leipzig
- Leibniz-Institut für ökologische Raumentwicklung (IÖR)
- Bund Deutscher Landschaftsarchitekten (bdla)[9]

Das ZfBK wird mitfinanziert mit Steuermitteln auf Grundlage des vom Sächsischen Landtag beschlossenen Haushaltes.